# Olla (pot)

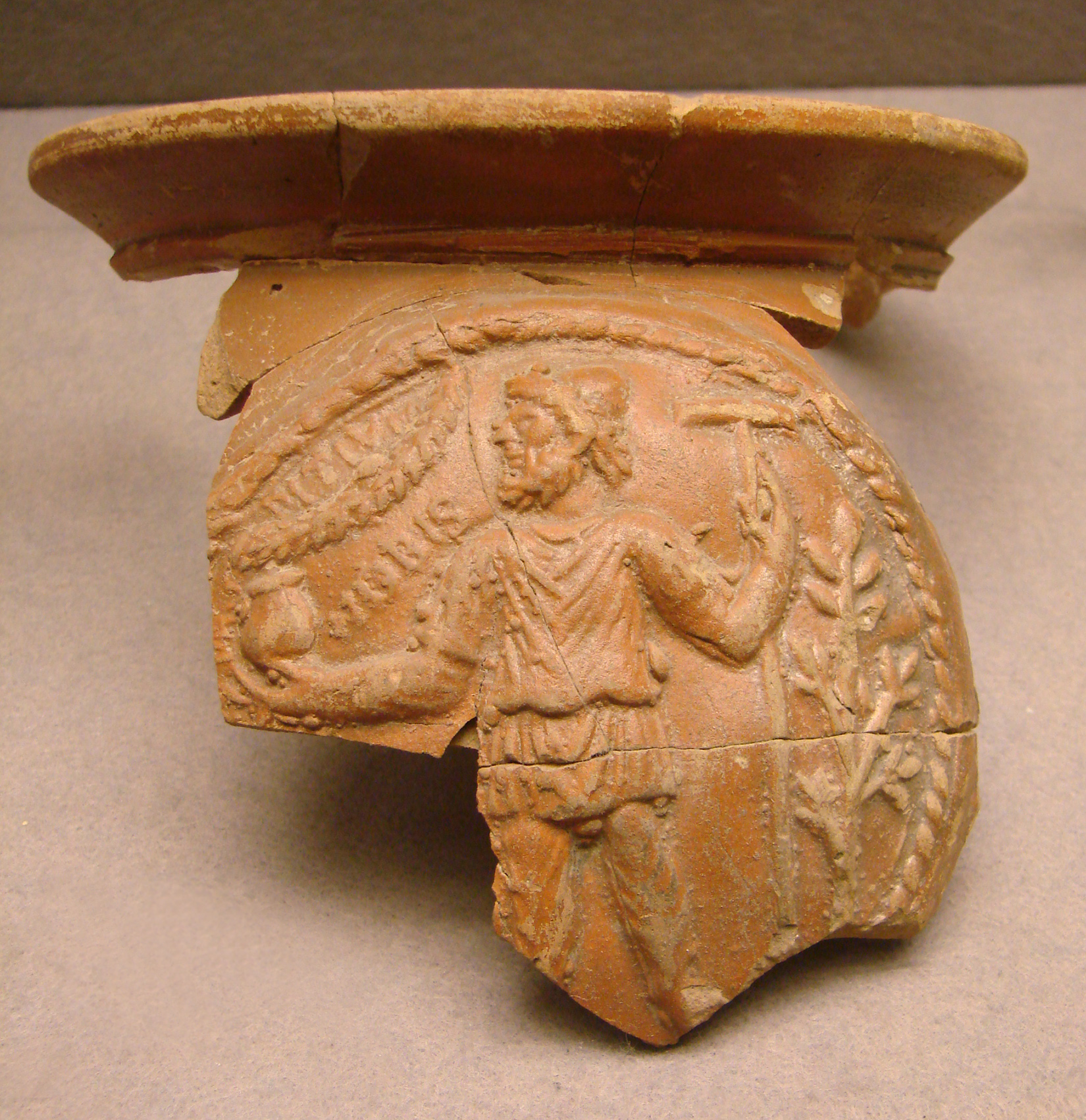
Een olla in de rechterhand van een Keltische god, waarschijnlijk Sucellus; de vorm van de potscherf suggereert dat deze zelf afkomstig is van een olla.

Olla is een woord uit het Latijn (Oudlatijn aula of aulla, Grieks χύτρα) voor een gedrongen, ronde pot of kruik.
Het is een verzamelnaam voor Romeins aardewerk dat zich onderscheidt door zijn ronde "buik" en dat binnen de Romeinse invloedssfeer gevonden is (met inbegrip van Etruskisch en Keltisch aardewerk). Door de Romeinen werd een olla vooral in de keuken gebruikt, zowel als kookpot alsook om voorraad in op te slaan, vandaar dat het woord in sommige Romaanse talen nog altijd refereert aan de keuken.
Het woord olla kan ook verwijzen naar een urn en neemt in die zin een rituele betekenis in, in de oude Romeinse religie.
In de studie van Gallo-Romeinse/Keltische kunst, is de term olla vooral verbonden met de kleine pot die met Sucellus of andere goden wordt afgebeeld en wordt beschouwd als een kenmerk van Sucellus.